# Arendal
Arendal è un comune e una città della Norvegia. Ha ricevuto lo status di città nel 1723.
È situata nella contea di Agder e fino al 2019 era capoluogo amministrativo della contea di Aust-Agder.
Oltre all'omonima città, ci sono diversi insediamenti di minor rilievo nel comune di Arendal.
Gli uffici dell'UNEP/GRID-Arendal si trovano nella città di Arendal.
Il comune si estende su 270 chilometri quadrati ed è il 288° più grande per area dei 422 comuni della Norvegia.

## Geografia
Il comune confine a sud-ovest da Grimstad, a nord-ovest da Froland, a nord-est da Tvedestrand e a sud-est con lo Skagerrak. Il lago Rore (usato come invaso) si trova al confine con Grimstad, insieme al fiume Nidelva.
Arendal in geologia è la località tipo del minerale Babingtonite, descritto per la prima volta da esemplari scoperti qui nel 1824.
Il comune costiero comprende diverse isole popolate come Hisøya, Tromøya, Merdø, Flostaøya e Tverrdalsøya, nonché molte isole non popolate o scarsamente popolate come Ærøya. L'isola di Merdø era un importante porto di esportazione nei secoli 17° e 18° e ora ha un museo, un chiosco e diverse spiagge. C'è un servizio regolare giornaliero di barche da Arendal all'isola durante la stagione estiva.

## Etimologia
La forma norrena del nome era probabilmente Arnardalr. Il primo elemento è il caso genitivo di nrn che significa "aquila" e l'ultimo elemento è dalr che significa "valle", che significa quindi "valle d'aquila".

## Stemma
Lo stemma di Arendal fu concesso il 7 novembre 1924, ma è basato su un sigillo più vecchio. Mostra una nave a vela come simbolo dell'importanza della pesca e della vela per l'economia locale. Una nave apparve sul più antico sigillo noto della città, risalente al XVII secolo. Tra la fine dell'Ottocento e l'inizio del Novecento lo stemma mostrava la nave nella parte superiore e un paesaggio con lo stemma della Norvegia alla base dello scudo.

## Storia
Il villaggio di Arendal fu fondato a metà del XVI secolo e chiamato Arendall. Inizialmente, non aveva uno status di città formale.
Quando la città di Christianssand fu fondata dal re Cristiano IV di Danimarca nel 1641, egli concesse ai cittadini il monopolio su tutti gli scambi nelle contee di Nedenæs e Lister og Mandal (compresa l'area di Arendal). Questo provvedimento, destinato a sovvenzionare Christianssand e le sue fortificazioni, mise in difficoltà le città esistenti. Sia le città che i contadini nelle campagne rurali protestarono contro le difficoltà che ciò causava. Di conseguenza, nel 1622 Arendal ottenne il permesso reale di continuare ad essere un luogo di carico per il legname fino a quando non si trovasse un mezzo per trasferire il suo commercio a Christianssand.
La città di Arendal ottenne i privilegi di città di mercato nel 1723. Tuttavia i contadini del distretto circostante, che per legge dovevano vendere i loro beni solo ad Arendal, contrabbandavano i loro prodotti con i coltelli e li vendevano in Danimarca, nel Baltico e in Gran Bretagna.
Ciò continuò fino al 1735, quando ad Arendal fu concessa una carta cittadina completa. Questa carta, unita all'imposizione danese di un monopolio sulle importazioni di grano, causò grande povertà e fame tra i contadini nei distretti circostanti, portando a numerose ribellioni.
A seguito delle ribellioni, l'era dei privilegi per città come Christiansand e Arendal ebbe una fine apparente nel 1768 con l'annuncio reale. Ma i problemi non finirono allora; un agricoltore, Christian Jensen Lofthuus, nella vicina Vestre Moland, guidò una ribellione nel 1786 che portò il governo a rimediare ad alcune delle politiche commerciali più repressive, ma Lofthuus morì in prigione. Le accuse contro Lofthuus furono che commerciava in grano e in altre merci a scapito dei privilegi di Arendal.
La navigazione, la costruzione navale e il commercio di legname, nonché l'industria mineraria e siderurgica sono stati importanti settori industriali nella contea di Nedenæs per molti secoli, specialmente nella regione di Arendal. I frequenti contatti con il mondo all'estero lasciano il segno sulla cultura e le tradizioni. Nel 1880 fu il più grande porto del paese in termini di tonnellaggio gestito. Alla fine del XIX secolo, Arendal fu riconosciuto come un importante centro di spedizione da molti ricchi armatori. Tuttavia, ciò si concluse dopo il crack finanziario di Arendal del 1886, in cui Axel Nicolai Herlofson aveva ingannato molti clienti bancari in città, portando a fallimenti e disoccupazione estrema. A metà del XVIII secolo, Arendal era una delle più grandi città minerarie della Norvegia. La produzione principale consisteva in minerale di ferro e magnetite.
Verso la fine del ventesimo secolo, quando migliaia di norvegesi cercarono di sfruttare il clima economico più stabile degli Stati Uniti emigrando, molti cittadini di Arendal portarono con sé le loro tradizioni. A New York City e nelle aree circostanti, molti americani che affermano che gli antenati norvegesi possono rintracciare le loro radici in Arendal, poiché molti marinai, trimmer, costruttori navali e carpentieri norvegesi di Arendal si stabilirono in aree di New York come Brooklyn, Port Richmond (Staten Island) e in diversi centri industriali nel nord del New Jersey come Jersey City, Bayonne, Perth Amboy ed Elizabeth. Nel 1939, Arendal possedeva la quarta flotta di navi cisterna più grande della Norvegia; solo Oslo, Bergen e Stavanger erano più grandi.

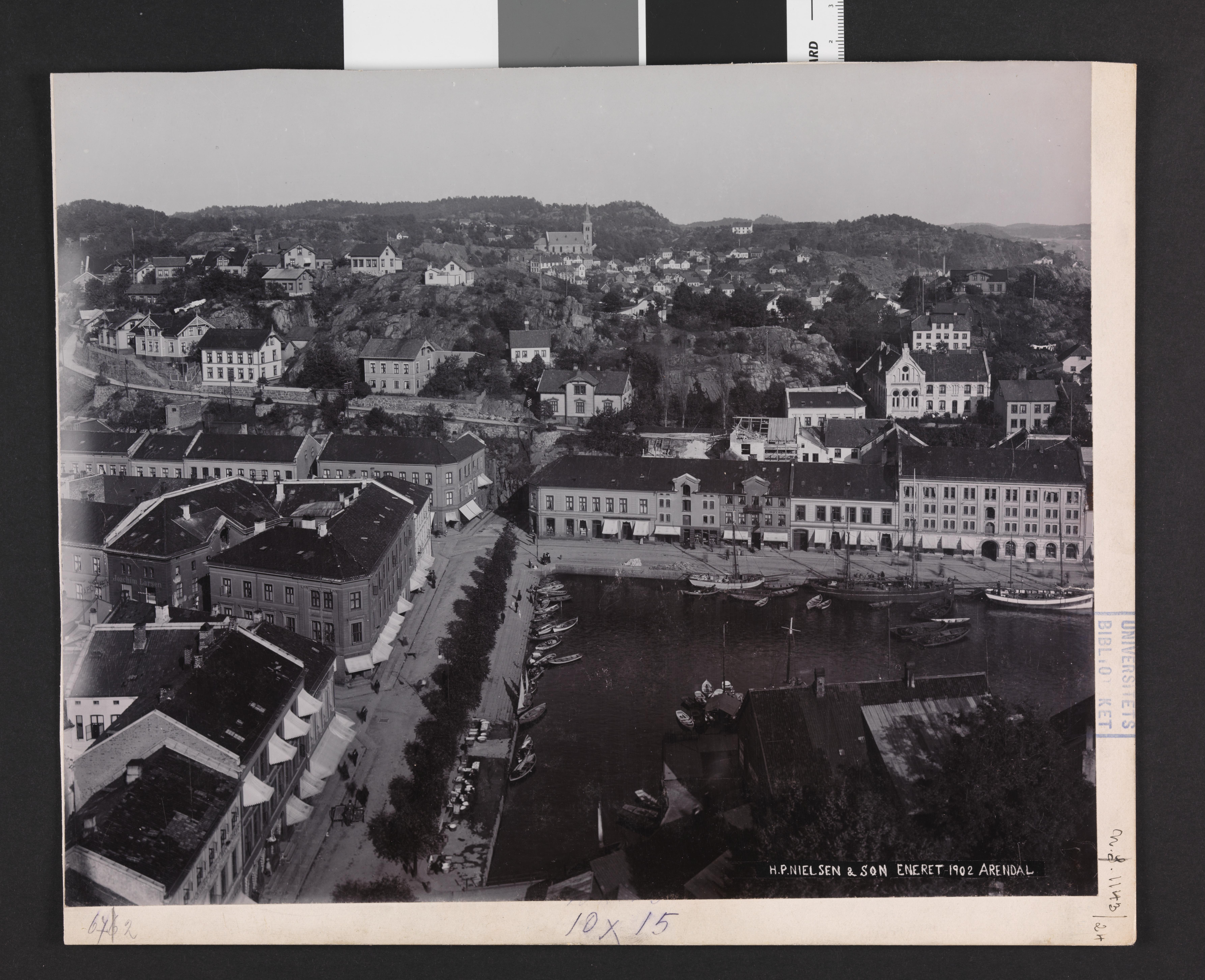
Arendal nel 1902

Durante l'invasione tedesca della Norvegia il 9 aprile 1940, Arendal fu catturata dal torpediniere tedesco classe Möwe Greif.
Oggi, la città è una località turistica, ha una manifattura di piccole imbarcazioni, industria meccanica, industria elettronica e uno dei più grandi impianti di raffinazione del carburo di silicio al mondo.

## Luoghi d'interesse

### Centro della città
Nel mezzo del centro della città di Arendal si trova un'area con case in legno risalenti al XVII secolo. Questa zona si chiama Tyholmen ed è ciò che resta degli edifici precedenti all'Ottocento. Il porto interno di Arendal si chiama "Pollen", e qui si trovano il mercato del pesce, i pub e i ristoranti. La Chiesa della Trinità domina lo skyline di questa zona.

### Fari
Il faro di Store Torungen si trova sull'isola di Store Torungen, fuori Arendal. Fu costruito nel 1844 ed elettrificato nel 1914. È alto 34,3 metri e contiene una lente di 2º ordine. È raggiungibile con una gita in barca di 55 minuti dal centro città. Il faro è ancora in uso.
Il faro di Lille Torungen si trova sulla piccola isola di Lille Torungen, fuori Arendal. Il faro è alto 28,9 metri. Lille Torungen e Store Torungen sono stati costruiti come fari gemelli ed entrambi si trovano nella corsia di spedizione di Arendal.
Anche il faro di Sandvigodden si trova nel comune di Arendal.

### Strømsbo gård
Lo Strømsbo gård è un maniero in una fattoria storica situata a ovest del centro di Arendal. Il maniero risale al 1760. Dal 1804 il maniero e la fattoria sono di proprietà dei membri della famiglia Herlofson. Nicolai Benjamin Herlofson (1876-1945), ex sindaco di Arendal, è nato e cresciuto a Strømsbo.

### Festival musicali
Canal Street è il festival jazz e blues estivo annuale di Arendals. È stato organizzato dal 1996, a quel tempo con il nome di Arendal Jazz and Blues Festival.
Dal 2007 al 2014, il festival Hove Festival si è tenuto sull'isola di Tromøy, appena fuori dalla città di Arendal.

### Chiese
Nel comune sono presenti le seguenti chiese:
| Parrocchia (Sokn) | Nome                    | Luogo     | Anno di costruzione |
| ----------------- | ----------------------- | --------- | ------------------- |
| Barbu             | Chiesa di Barbu         | Barbu     | 1880                |
| Hisøy             | Chiesa di Hisøy         | His       | 1849                |
| Moland            | Chiesa di Austre Moland | Brekka    | 1673                |
| Moland            | Chiesa di Flosta        | Flostaøya | 1632                |
| Moland            | Chiesa di Stokken       | Saltrød   | 1878                |
| Trefoldighet      | Chiesa della Trinità    | Arendal   | 1888                |
| Tromøy            | Chiesa di Færvik        | Færvik    | 1884                |
| Tromøy            | Chiesa di Tromøy        | Brekka    | c. 1150             |
| Øyestad           | Chiesa di Bjorbekk      | Bjorbekk  | 1884                |
| Øyestad           | Chiesa di Engene        | Nedenes   | 1849                |
| Øyestad           | Chiesa di Øyestad       | Rykene    | c. 1200             |

## Geografia antropica

### Frazioni e località nel comune
Sono presenti diverse frazioni e località all'interno del comune di Arendal:
- Barbu, parte della città di Arendal sullo stretto di Galtesundet[14][15];
- Nedenes, frazione al confine con Grimstad, che aveva dato il nome al Nedenes amt, la divisione amministrativa in cui ricadeva l'Aust-Agder dal 1600 al 1919[16];
- Rykene (o Rygene), villaggio di 726 abitanti sul fiume Nidelva, che vi forma la cascata Rygene con una diga ed una centrale idroelettrica che ha una produzione media annua di 316 gigawatt-ora[17][18];
- Eydehavn, villaggio di 1 100 abitanti cresciuto intorno a una fabbrica di alluminio a partire dal 1912. Il villaggio divenne il centro industriale della zona[19];
- Færvik, villaggio sull'isola di Tromøy;
- Strengereid, piccolo insediamento costiero dotato di molo, ad est di Arendal;
- Kongshavn;
- Kilsund, villaggio di 717 abitanti sull'isola di Tverrdalsøya[18];
- Brattekleiv, villaggio sull'isola di Tromøy;
- Torsbudalen;
- Longum;
- Saltrød, sullo stretto di Tromøysundet;
- Staubø, sull'isola di Tverrdalsøya;
- Vrengen;
- Bjorbekk;
- Brekka, sul lago Molandsvann[15];
- Asdal;
- Kolbjørnsvik e His, sull'isola di Hisøya;
- Arnevik, Narestø e Kalvøysund, sull'isola di Flostaøya.

## Infrastrutture e trasporti
Il comune è attraversato dalla strada europea E18, dalle strade di contea 407 (Vik - Sponvika), 408 (Blakstad - Rykene) e 410 (Harebakken - Tvedestrand) e dalla linea ferroviaria di Arendal, che all'altezza di Nelaug, ad Åmli, si connette con la principale linea ferroviaria del Sørlandet. I traghetti collegano il centro città e le isole di Hisøya e Tromøya. Arendal ha anche un aeroporto, l'Aeroporto di Arendal-Gullknapp, sebbene non ci siano compagnie aeree commerciali che si fermano regolarmente qui.

## Amministrazione
Il sindaco della contea è Robert Cornels Nordli del Partito Laburista.

### Gemellaggi[23]
- Árborg, Suðurland,  Islanda;
- Kalmar, Contea di Kalmar,  Svezia;
- Miskolc, Provincia di Borsod-Abaúj-Zemplén,  Ungheria;
- Savonlinna, Savo Meridionale,  Finlandia;
- Silkeborg, Danimarca centrale,  Danimarca.

## Sport
La principale squadra di calcio del comune è l'Arendal Fotball, che milita in 2. divisjon, terzo livello del campionato norvegese di calcio. Ad Arendal è presente anche l'ØIF Arendal Elite, squadra di pallamano militante nell'Eliteserien, primo livello del campionato norvegese di pallamano